# Klasov
Klasov es un municipio del distrito de Nitra en la región de Nitra, Eslovaquia. Tiene una población estimada, a fines de 2020, de 1383 habitantes. 
Está ubicado en el centro-oeste de la región, en el valle del río Nitra (cuenca hidrográfica del Danubio) y cerca de la frontera con la región de Trnava.

## Demografía
| Año        | 1994 | 2004     | 2014    | 2024    |
| ---------- | ---- | -------- | ------- | ------- |
| Población  | 1919 | 1214     | 1318    | 1428    |
| Diferencia |      | −36,73 % | +8,56 % | +8,34 % |

| Año        | 2023 | 2024    |
| ---------- | ---- | ------- |
| Población  | 1429 | 1428    |
| Diferencia |      | −0,06 % |